# Ivanoff Head
Das Ivanoff Head ist eine kleine, felsige Landspitze (möglicherweise eine Insel) an der Knox-Küste des ostantarktischen Wilkeslands. Sie wird 6,5 km westlich der Hatch-Inseln am Kopfende der Vincennes Bay teilweise vom Antarktischen Eisschild überdeckt.
Erstmals fotografiert wurde die Formation aus der Luft im Rahmen der Operation Highjump (1946–1947) unter der Leitung des US-amerikanischen Polarforschers Richard Evelyn Byrd. Das Advisory Committee on Antarctic Names benannte das Objekt 1956 als Brooks-Insel. Die heutige Benennung entstand 1961 in Australien und hat sich seither etabliert. Bei den Australian National Antarctic Research Expeditions landeten im Februar 1961 erstmals Hubschrauber auf der Landspitze, die als Rettungsbasis nach einem Hubschrauberabsturz diente. Benannt ist das Kap nach Peter B. Ivanoff, Pilot des verunglückten Hiller UH-12.